# Kontraktpacker
Kontraktpacker sind Subunternehmen, die Güter im Auftrag der eigentlichen Hersteller oder bloßer Rohwarenimporteure unter deren Markennamen oder als Handelsmarken verpacken, umpacken, bzw. zu Hauptprodukten beipacken. Andere Bezeichnungen sind Kontraktverpacker, (Lohn)-Abpacker, Lohnverpacker, Lohnpacker, Auftragspacker, Vertragspacker; auch die international üblichen Bezeichnungen Contract Packer, Co-Packer, bzw. Copacker sind weit verbreitet. In der Getränkeindustrie bezeichnet man Kontraktpacker als Abfüller (→Getränkeabfüllung) bzw. Lohnfüller oder Lohn(ab)füller (englisch: Bottler).
Das Co-Packing gehört zu den Logistikdienstleistungen. Externe Spezialstrukturen, wie sie hocheffiziente Abpackanlagen darstellen, werden von produzierenden Unternehmen dann genutzt, wenn das Vorhalten unternehmenseigener Strukturen weniger effizient bzw. kostenaufwändiger wäre (Lean Production). Dieses Outsourcing ist in vielen Bereichen der Industrie heute verbreitet, besonders weit beispielsweise bei Lebensmitteln, Kosmetika und Pharmazeutika.
Es existieren verschiedene Varianten und Mischformen:
- Markenhersteller übernehmen das Copacking für andere, um eigene Verpackungskapazitäten besser auslasten und damit erhalten zu können.
- Unternehmen, die zuvor selbst als Markenhersteller am Markt präsent waren, spezialisieren sich aus wirtschaftlichen Gründen als Kontraktpacker für andere, ohne selbst weiter mit eigenen Markenprodukten am Markt vertreten zu sein.
- Spezialisierte neu gegründete Kontraktpacker errichten eigens neue Verpackungskapazitäten, die zuvor nicht für die Herstellung eigener Produkte dienten.

Die Packmittel (Verpackungen) werden teils vom Auftraggeber gestellt, teils wird die Materialbeschaffung vom Kontraktpacker übernommen. Manchmal werden die dem Verpackungsvorgang vor- bzw. nachgelagerten Dienstleistungen ebenfalls von Kontraktpackern mit übernommen, zum Beispiel das Konfektionieren und Kommissionieren.
Der Übergang zur Lohn-/Auftragsfertigung (zum Lohn-/Auftragshersteller) ist fließend (siehe auch verlängerte Werkbank). So gibt es Unternehmen, die sämtliche Rohbestandteile ihrer Produkte an ihre Kontraktpacker liefern, welche dann vor dem eigentlichen Verpackungsvorgang zunächst alles zusammenfügen und so erst die eigentliche Fertigware entstehen lassen.
In einigen Bereichen sind Kontraktpacker in Franchising-Systemen organisiert, zum Beispiel in der Getränkeabfüllung für Coca-Cola.